# Nuoto ai campionati mondiali di nuoto 2019 - 200 metri rana femminili
La gara di nuoto dei 200 metri rana femminili dei campionati mondiali di nuoto 2019 è stata disputata il 25 luglio e il 26 luglio presso il Nambu International Aquatics Centre di Gwangju. Vi hanno preso parte 34 atlete provenienti da 27 nazioni.

## Podio
| Posizione | Atleta              | Nazionalità |
| --------- | ------------------- | ----------- |
| Oro       | Julija Efimova      | Russia      |
| Argento   | Tatjana Schoenmaker | Sudafrica   |
| Bronzo    | Sydney Pickrem      | Canada      |

## Programma
| Data           | Ora (UTC+9) | Turno      |
| -------------- | ----------- | ---------- |
| 25 luglio 2019 | 10:50       | Batterie   |
| 25 luglio 2019 | 21:21       | Semifinali |
| 26 luglio 2019 | 20:50       | Finale     |

## Record
Prima della manifestazione il record del mondo e il record dei campionati erano i seguenti.
| Record mondiale       | 2'19"11 | Rikke Møller Pedersen Danimarca | 1 agosto 2013 Barcellona, Spagna |
| Record dei campionati | 2'19"11 | Rikke Møller Pedersen Danimarca | 1 agosto 2013 Barcellona, Spagna |

## Risultati

### Batterie[2]
| Pos. | Batteria | Corsia | Atleta                  | Nazionalità     | Tempo   | Note             |
| ---- | -------- | ------ | ----------------------- | --------------- | ------- | ---------------- |
| 1    | 2        | 5      | Sydney Pickrem          | Canada          | 2'24"53 | Q                |
| 2    | 3        | 5      | Tatjana Schoenmaker     | Sudafrica       | 2'24"66 | Q                |
| 3    | 4        | 2      | Kaylene Corbett         | Sudafrica       | 2'24"83 | Q                |
| 4    | 2        | 7      | Lisa Mamie              | Svizzera        | 2'24"93 | Q                |
| 5    | 4        | 3      | Kelsey Wog              | Canada          | 2'25"01 | Q                |
| 5    | 4        | 4      | Julija Efimova          | Russia          | 2'25"01 | Q                |
| 7    | 2        | 2      | Fanny Lecluyse          | Belgio          | 2'25"05 | Q                |
| 8    | 2        | 3      | Molly Renshaw           | Regno Unito     | 2'25"17 | Q                |
| 8    | 4        | 5      | Micah Sumrall           | Stati Uniti     | 2'25"17 | Q                |
| 10   | 2        | 6      | Ye Shiwen               | Cina            | 2'25"41 | Q                |
| 11   | 2        | 4      | Reona Aoki              | Giappone        | 2'25"93 | Q                |
| 12   | 3        | 6      | Marija Temnikova        | Russia          | 2'25"98 | Q                |
| 13   | 3        | 3      | Jessica Vall            | Spagna          | 2'26"04 | Q                |
| 14   | 3        | 8      | Victoria Kaminskaya     | Portogallo      | 2'26"06 | Q                |
| 15   | 4        | 7      | Jenna Strauch           | Australia       | 2'26"25 | Q                |
| 16   | 4        | 1      | Back Su-yeon            | Corea del Sud   | 2'26"56 | Q                |
| 17   | 3        | 2      | Yu Jingyao              | Cina            | 2'26"77 |                  |
| 18   | 3        | 1      | Martina Carraro         | Italia          | 2'27"41 |                  |
| 19   | 4        | 6      | Marina García Urzainqui | Spagna          | 2'27"46 |                  |
| 20   | 4        | 8      | Viktoriya Zeynep Güneş  | Turchia         | 2'27"67 |                  |
| 21   | 3        | 7      | Jessica Hansen          | Australia       | 2'29"18 |                  |
| 22   | 2        | 1      | Kotryna Teterevkova     | Lituania        | 2'29"93 |                  |
| 23   | 2        | 8      | Sophie Hansson          | Svezia          | 2'29"97 |                  |
| 24   | 2        | 0      | Weronika Hallmann       | Polonia         | 2'30"22 |                  |
| 25   | 2        | 9      | Margaret Higgs          | Bahamas         | 2'30"50 | Record nazionale |
| 26   | 4        | 0      | Anastasia Gorbenko      | Israele         | 2'30"67 |                  |
| 27   | 1        | 4      | Jenna Laukkanen         | Finlandia       | 2'31"68 |                  |
| 28   | 4        | 9      | Alina Zmushka           | Bielorussia     | 2'35"58 |                  |
| 29   | 1        | 5      | María Jiménez           | Messico         | 2'37"49 |                  |
| 30   | 1        | 3      | Amy Micallef            | Malta           | 2'44"30 |                  |
| 31   | 1        | 6      | Cheang Weng Lam         | Macao           | 2'46"10 |                  |
| 32   | 1        | 2      | Tilali Scanlan          | Samoa Americane | 2'52"56 |                  |
| 33   | 1        | 7      | Sajina Aishath          | Maldive         | 3'04"53 |                  |
|      | 3        | 4      | Lilly King              | Stati Uniti     | dq      |                  |

### Semifinali[3]
| Pos. | Semifinale | Corsia | Atleta              | Nazionalità   | Tempo   | Note             |
| ---- | ---------- | ------ | ------------------- | ------------- | ------- | ---------------- |
| 1    | 1          | 3      | Julija Efimova      | Russia        | 2'21"20 | Q                |
| 2    | 1          | 4      | Tatjana Schoenmaker | Sudafrica     | 2'21"79 | Q                |
| 3    | 2          | 4      | Sydney Pickrem      | Canada        | 2'23"11 | Q                |
| 4    | 1          | 6      | Molly Renshaw       | Gran Bretagna | 2'23"16 | Q                |
| 5    | 1          | 2      | Ye Shiwen           | Cina          | 2'23"49 | Q                |
| 6    | 2          | 6      | Fanny Lecluyse      | Belgio        | 2'23"76 | Q                |
| 7    | 2          | 3      | Kelsey Wog          | Canada        | 2'24"17 | Q                |
| 8    | 2          | 5      | Kaylene Corbett     | Sudafrica     | 2'24"18 | Q                |
| 9    | 1          | 5      | Lisa Mamie          | Svizzera      | 2'24"47 | Record nazionale |
| 10   | 1          | 7      | Marija Temnikova    | Russia        | 2'24"55 |                  |
| 11   | 2          | 2      | Micah Sumrall       | Stati Uniti   | 2'25"41 |                  |
| 12   | 1          | 1      | Victoria Kaminskaya | Portogallo    | 2'25"67 | Record nazionale |
| 13   | 1          | 8      | Back Su-yeon        | Corea del Sud | 2'26"29 |                  |
| 14   | 2          | 8      | Jenna Strauch       | Australia     | 2'26"65 |                  |
| 15   | 2          | 7      | Reona Aoki          | Giappone      | 2'27"95 |                  |
| 16   | 2          | 1      | Jessica Vall        | Spagna        | 2'28"11 |                  |

### Finale[4]
| Pos. | Corsia | Atleta              | Nazionalità   | Tempo   | Note |
| ---- | ------ | ------------------- | ------------- | ------- | ---- |
|      | 4      | Julija Efimova      | Russia        | 2'20"17 |      |
|      | 5      | Tatjana Schoenmaker | Sudafrica     | 2'22"52 |      |
|      | 3      | Sydney Pickrem      | Canada        | 2'22"90 |      |
| 4    | 2      | Ye Shiwen           | Cina          | 2'23"15 |      |
| 5    | 6      | Molly Renshaw       | Gran Bretagna | 2'23"78 |      |
| 6    | 1      | Kelsey Wog          | Canada        | 2'25"14 |      |
| 7    | 7      | Fanny Lecluyse      | Belgio        | 2'25"23 |      |
| 8    | 8      | Kaylene Corbett     | Sudafrica     | 2'26"62 |      |